# Marc Miller (homme politique)
Pour les articles homonymes, voir Marc Miller et Miller.
Marc Miller, né le 12 mars 1973 à Montréal, est un avocat et homme politique canadien. Membre du Parti libéral du Canada, il est député de la circonscription de Ville-Marie—Le Sud-Ouest—Île-des-Sœurs à la Chambre des communes depuis les élections fédérales de 2015.
De 2019 à 2021, il est ministre des Services aux Autochtones. Le 26 octobre 2021, il est nommé ministre des Relations Couronne-Autochtones lors du remaniement du gouvernement de Justin Trudeau à la suite des élections de 2021.
En juillet 2023, il est nommé ministre de l'Immigration, des Réfugiés et de la Citoyenneté.

## Biographie
Né à Montréal, Marc Miller grandit à Westmount. Son père Carman Miller est professeur et doyen à l'Université McGill. Marc Miller est de langue maternelle anglaise mais il fréquente l'école française et est parfaitement bilingue. À son entrée au collège Jean-de-Brébeuf, à l'âge de 11 ans, il fait la rencontre de Justin Trudeau, le futur premier ministre, qui demeurera un ami proche. Après avoir obtenu son baccalauréat en 1994, il voyage en Afrique, sac au dos, avec Justin Trudeau et deux autres amis. Il étudie par la suite à l'Université de Montréal et à l'Université McGill, où il est diplômé en droit civil et en common law.
Marc Miller passe également quatre ans dans les Canadian Grenadier Guards, une unité de la Première réserve des Forces armées canadiennes, atteignant le grade de commandant de section d'infanterie,. Il travaille trois ans en Suède et quatre ans à New York, et est membre du Barreau de New York. Avant son élection, il est avocat au bureau de Montréal du cabinet Stikeman Elliott, spécialisé en fusions et acquisitions.
Il est marié à Elin Sandberg, ancienne diplomate suédoise, avec laquelle il a trois enfants. Il vit à Westmount.

### Carrière politique
Marc Miller appuie son ami Justin Trudeau lors de ses campagnes électorales dans la circonscription de Papineau de 2008 et de 2011, et est son conseiller et un de ses cinq directeurs nationaux du financement lors de sa campagne de 2013 pour devenir chef du Parti libéral du Canada. Le 3 avril 2014, il est choisi candidat libéral dans la nouvelle circonscription de Ville-Marie—Le Sud-Ouest—Île-des-Sœurs. Certains adversaires se sont plaints que cette campagne ait été manipulée pour favoriser sa candidature.
Lors des élections générales d'octobre 2015, il est élu avec 50,8 % des voix,. Durant son premier mandat, il accède à deux postes de secrétaire parlementaire, soit celui du ministre de l'Infrastructure et des Collectivités, Amarjeet Sohi, puis de la ministre des Relations Couronne-Autochtones et des Affaires du Nord, Carolyn Bennett.
Lors des élections de 2019, il est réélu en augmentant légèrement son pourcentage des voix à 53,5 %. À la constitution du nouveau cabinet, il est nommé ministre des Services aux Autochtones. Au début de 2020, il est appelé à négocier avec les chefs autochtones dans le cadre des blocus anti-gazoduc qui se déroulent à plusieurs endroits du pays.
Le 20 septembre 2021, lors des élections de 2021, Marc Miller est réélu avec 50,5 % des voix.
Lors de ses mandats, il livre quelques discours en mohawk, langue qu'il a décidé d'apprendre, faisant de lui la première personne qui s'adresse dans cette langue à la Chambre des communes depuis le début de la Confédération canadienne en 1867,.
En novembre 2024, Marc Miller informe que la promesse de Justin Trudeau d'un plan de régularisation massive de sans-papiers avant les prochaines élections ne serait pas tenue, les sondages montrant un changement sensible dans l'opinion publique concernant l'immigration après plusieurs années d'une politique considérée « comme très ouverte ». 
En 2025, avec le nouveau gouvernement de Mark Carney, il perd sa fonction de ministre. 

## Résultats électoraux
|                          | Nom                      | Parti politique          | Voix   | %       | Majorité |
| ------------------------ | ------------------------ | ------------------------ | ------ | ------- | -------- |
|                          | Marc Miller              | Libéral                  | 25 491 | 50,82 % | 13 734   |
|                          | Allison Turner           | NPD                      | 11 757 | 23,44 % |          |
|                          | Steve Shanahan           | Conservateur             | 5 948  | 11,86 % |          |
|                          | Chantal St-Onge          | Bloc québécois           | 4 307  | 8,59 %  |          |
|                          | Daniel Green             | Vert                     | 2 398  | 4,78 %  |          |
|                          | Daniel Wolfe             | Parti Rhinocéros         | 161    | 0,32 %  |          |
|                          | William Sloane           | Parti communiste         | 102    | 0,2 %   |          |
| Total des votes valides  | Total des votes valides  | Total des votes valides  | 50 164 | 99,14 % |          |
| Total des votes rejetés  | Total des votes rejetés  | Total des votes rejetés  | 435    | 0,86 %  |          |
| Total des votes exprimés | Total des votes exprimés | Total des votes exprimés | 50 599 | 59,04 % |          |
| Électeurs inscrits       | Électeurs inscrits       | Électeurs inscrits       | 85 702 |         |          |